# The Sea Hawk (1940)
The Sea Hawk is een Amerikaanse film uit 1940 onder regie van Michael Curtiz.

## Verhaal
Koning Filips II van Spanje droomt van een wereldrijk en wil daarvoor een oorlog tegen Engeland beginnen. Om zijn ware bedoelingen te verbergen, stuurt hij Don Alvarez, een Spaanse diplomaat, naar het Engelse hof, samen met zijn nichtje Maria en haar gouvernante. Hun schip, de Santa Eulalia, wordt echter geplunderd en tot zinken gebracht door de Engelse piraat Geoffrey Thorpe, in officieuze opdracht van koningin Elizabeth I. Thorpe geeft Maria onmiddellijk haar gestolen juwelen terug en krijgt gevoelens voor haar. Eenmaal in Engeland wordt Maria hofdame van de koningin. Thorpe's toenaderingspogingen mislukken (voorlopig). Don Alvarez zelf wordt audiëntie verleend en deze doet zijn beklag over de kaping en plundering van het Spaanse schip. De koningin roept Thorpe pro forma op het matje. Haar terechtwijzing belet haar echter niet in te stemmen met Thorpe's volgende plan: een goudtransport in Panama overvallen om met die schat meer Engelse schepen te bouwen als antwoord op de dreigende Spaanse Armada. Dankzij de sluwheid van Lord Wolfingham, minister en verrader aan het koninklijk hof, komt Don Alvarez te weten wat Thorpe's volgende opdracht inhoudt. Die informatie wordt naar buiten gesmokkeld en geeft de Spanjaarden de mogelijkheid zich op Thorpe te wreken. Maria komt te laat in de haven van Dover aan om Thorpe te vertellen dat de Spanjaarden op de hoogte zijn van zijn reisdoel. In Panama laten de Spanjaarden de piraten het konvooi dat de enorme goudschat vervoert, overvallen. Daarna spannen ze op hun beurt een valstrik. Thorpe en zijn bemanning worden veroordeeld tot levenslang roeien in de galeien van de Spaanse schepen. De piraten slagen er 's nachts in zich van hun ketens te bevrijden en het bevel over het schip over te nemen. Ze vinden de Spaanse militaire plannen aan boord. In een haven nemen ze een ander schip naar Engeland om die plannen aan de koningin persoonlijk te overhandigen. Wanneer Don Alvarez naar Spanje mag terugkeren, besluit Maria in Engeland te blijven. Ze koestert nog steeds de hoop op een dag haar liefde te verklaren aan Thorpe. Thorpe's aanwezigheid in Engeland wordt ontdekt, maar Maria slaagt erin hem het koninklijk paleis binnen te loodsen. Lord Wolfingham wil kost wat kost verhinderen dat Thorpe Elizabeth I ontmoet en zendt overal in het paleis soldaten op hem af. Thorpe schudt ze van zich af. Ten slotte komt Wolfingham om in een zwaardgevecht met Thorpe. De koningin riddert Thorpe en verklaart een grote vloot uit te bouwen om het Spaanse gevaar tegen te gaan.

## Rolverdeling
| Acteur           | Personage                   |
| ---------------- | --------------------------- |
| Errol Flynn      | Geoffrey Thorpe             |
| Brenda Marshall  | Doña Maria                  |
| Claude Rains     | Don José Alvarez de Cordoba |
| Donald Crisp     | Sir John Burleson           |
| Flora Robson     | Koningin Elizabeth I        |
| Alan Hale        | Carl Pitt                   |
| Henry Daniell    | Lord Wolfingham             |
| Una O'Connor     | Miss Latham                 |
| James Stephenson | Abbott                      |
| Gilbert Roland   | Kapitein Lopez              |
| William Lundigan | Danny Logan                 |
| Julien Mitchell  | Oliver Scott                |
| Montagu Love     | Koning Filips II van Spanje |
| J.M. Kerrigan    | Eli Matson                  |